# Sinagoga Unida de Cardiff
La Sinagoga Unida de Cardiff (en gal·lès: Synagog Unedig Caerdydd) (en anglès:Cardiff United Synagogue) és la congregació ortodoxa jueva de Cardiff, capital de Gal·les, en el Regne Unit. Una comunitat jueva va existir a Cardiff des de 1841, quan el marquès de Bute va donar terres per a un cementiri jueu. La congregació, que és el resultat de la fusió de diverses congregacions històriques, té les seves arrels en l'antiga congregació hebrea, que va erigir un edifici per a la sinagoga del carrer Trinity, en 1853, i la sinagoga del carrer Bute de 1858.